# 安彦威
安彥威（?—?），字國俊，代州崞縣人，五代十国后晋节度使。
早年從軍，善騎射，諳兵法，隸屬於唐明宗。又曾任北京留守。頗重信義。歷任寧國軍節度使、河中節度使，官至宋州節度使，治黃河有功。以疾卒於京師。贈太師。

## 延伸阅读
[在维基数据编辑]
 《舊五代史/卷91》，出自薛居正《舊五代史》
 《新五代史/卷47》，出自歐陽修《新五代史》